# Sarah Nichilo-Rossová
Sarah Nichilo-Rosso, (* 22. října 1976 Saint-Martin-d'Hères, Francie) je bývalá reprezentantka Francie v judu.

## Sportovní kariéra
Stabilní členkou reprezentace se stala jako úspěšná juniorka v roce 1995. Superlehké váze tehdy ve Francii vládla Sylvie Melouxová na jejíž místo si brousila zuby Frédérique Jossinetová.
V olympijském roce 1996 byly karty dány předem. Na olympijské hry v Atlantě měla jet Melouxová, jenže osud tomu chtěl jinak. Melouxová si pri mistrovství Evropy 1996 prolomila koleno a do Atlanty nakonec cestovala ona. Premiéru na velkém podniku zvládla s přehledem a sahala dokonce po bronzové medaili. Obsadila 5. místo.
Po olympijských hrách v Atlantě se vdala za reprezentačního kolegu Rossa a v plné síle se vrátila od roku 1998. Odrážela útoky svých hlavních rivalek a zajistila si účast na olympijských hrách v Sydney v roce 2000. V olympijské roce však nebyla v optimální formě a ani do Sydney formu nevyladila. V prvním kole podcenila neznámou Severokorejku Čcha Hjon-hjang a z oprav se do bojů o medaile nedostala. Obsadila 7. místo.
Po olympijských hrách v Sydney se hrubě otřásla její pozice reprezentační jedničky a od roku 2001 o toto privilegium přišla na úkor ambiciózní Jossinetové. Zkoušela štěstí v pololehké váze, ve které se však neprosadila.

## Výsledky
| Turnaj             | 1994            | 1995            | 1996            | 1997            | 1998            | 1999            | 2000            | 2001            |
| Turnaj             | 18              | 19              | 20              | 21              | 22              | 23              | 24              | 25              |
| Turnaj             | Nichilo         | Nichilo         | Nichilo         | Nichilo-Rosso   | Nichilo-Rosso   | Nichilo-Rosso   | Nichilo-Rosso   | Nichilo-Rosso   |
| Turnaj             | superlehká váha | superlehká váha | superlehká váha | superlehká váha | superlehká váha | superlehká váha | superlehká váha | superlehká váha |
| ------------------ | --------------- | --------------- | --------------- | --------------- | --------------- | --------------- | --------------- | --------------- |
| Olympijské hry     |                 |                 | 5.              |                 |                 |                 | 7.              |                 |
| Mistrovství světa  |                 | —               |                 | —               |                 | 3.              |                 | 7.              |
| Mistrovství Evropy | —               | —               | —               | —               | 1.              | 1.              | 3.              | —               |
| MS juniorů         | 2.              |                 |                 |                 |                 |                 |                 |                 |
| ME juniorů         | 1.              |                 |                 |                 |                 |                 |                 |                 |